# West College Corner
West College Corner est une municipalité américaine située dans le comté d'Union en Indiana.
Lors du recensement de 2010, sa population est de 676 habitants. La municipalité s'étend alors sur une superficie de 0,27 mille carré (0,7 km2).
La localité est fondée en 1827 par Gideon Howe, à la frontière entre l'Indiana et l'Ohio. De l'autre côté de la frontière se trouve College Corner. Les deux communautés partagent plusieurs services publics, dont une école située à cheval sur les États de l'Indiana et de l'Ohio,.